# 루디 이야기
《루디 이야기》(영어: Rudy)는 미국에서 제작된 데이비드 앤스파 감독의 1993년 전기 스포츠 영화이다. 숀 애스틴 등이 출연하였고, 로버트 N. 프리드 등이 제작에 참여하였다. 대니얼 “루디” 루티거의 실화에 기초하였다.
2006년 미국 영화 연구소에서 선정한 100대 감동을 주는 영화목록에서 54위에 올랐다.
출시명은 루디이다.

## 줄거리
일리노이주 졸리엣에 사는 루디는 고등학교 졸업 후 제철소에서 일하던 중 친구가 사망하자 꿈을 쫓아 노터데임 대학교 미식축구팀을 목표로 하기로 한다. 성적도, 돈도, 재능도, 신체 조건도 부족한 루디는 1972년 인근 홀리 크로스 칼리지에 들어가 난독증을 극복하고 2년 뒤 세 번 거절당한 끝에 노터데임에 편입해 축구팀에 들어간다.

## 출연진
- 숀 애스틴
- 존 패브로
- 네드 베이티
- 찰스 S. 더턴
- 로버트 프로스키
- 제이슨 밀러
- 릴리 테일러
- 빈스 본
- 첼시 로스
- 론 딘
- 그레타 린드

## 기타 제작진
- 공동 제작: 앤절로 피초
- 배역: 리처드 퍼가노, 샤론 비알리, 데비 맨윌러
- 미술: 로브 윌슨 킹
- 의상: 제인 앤더슨